# نسرين دينار
نسرين دينار (مواليد 14 يناير 1988) لاعبة ألعاب قوى مغربية متخصصة في القفز بالزانة. أفضل رفم شخصي لها هو 4.05 متر، حقّقته سنة 2016، وهو رقم قياسي مغربي.

## مسيرتها
حصلت دينار على الميدالية الذهبية في بطولة أفريقيا لألعاب القوى 2010، وكانت وصيفة ثلاث مرات في تلك المنافسة. ثم حصلت على الميدالية الذهبية في دورة الألعاب العربية 2011، وكانت وصيفة في نفس البطولة عامي 2004 و2007، وحصلت على ميداليتين ذهبيتين وثلاث ميداليات فضية في البطولة العربية لألعاب القوى. في المسابقات الإقليمية، غالبًا ما تأتي دينار خلف التونسيتين سيرين البلطي وليلى بنت يوسف.
مثلت أفريقيا مرتين في كأس العالم لألعاب القوى. تنافست في القفز بالزانة من سن مبكرة، وفازت بالبطولة الأفريقية لألعاب القوى للناشئين لعام 2003 في سن الخامسة عشرة، والبطولة العربية لألعاب القوى للشباب 2004 في سن السادسة عشرة. فازت بأول لقب وطني مغربي نسائي على الإطلاق في القفز بالزانة في عام 2003.

## روابط خارجية
- نسرين دينار على موقع الاتحاد الدولي لألعاب القوى (الإنجليزية)